# Vladímir Kórenev
Vladímir Borísovich Kórenev (en ruso: Влади́мир Бори́сович Ко́ренев; Sebastopol, 20 de junio de 1940 - Moscú, 2 de enero de 2021) fue un actor y profesor de cine y teatro soviético y ruso. Fue galardonado con el Premio Artista del Pueblo de Rusia en 1998.

## Biografía
Kórenev nació el 20 de junio de 1940 en Sebastopol, en la familia del contralmirante Boris Leonídovich Kórenev. Vivió en Izmail hasta que la familia se mudó a Tallin, donde se interesó por la literatura y el teatro. Su compañera de clase Larisa Luzhina llevó a Vladimir al club de teatro, dirigido por Ivan Danilovich Rossomahin. El círculo también involucró a Vitali Konyayev, Igor Yasulovich y Lillian Malkina.
En 1957 se matriculó en GITIS en el estudio de Artista del Pueblo de la RSFSR Gregory Konskiy y Artista del Pueblo de la URSS Olga Androvskaya.
En la década de 1960 se hizo famoso cuando interpretó el papel principal de Ichthyander en la película The Amphibian Man, y se hizo conocido como un símbolo sexual en la Unión Soviética.
En 1961 llegó a la compañía del Teatro Dramático de Moscú donde fue invitado por Mikhail Yanshin, quien dirigía el teatro en ese momento.
En 2015 el profesor se había convertido en director artístico de la Facultad de Artes Teatrales Abbot.
En 2020, el actor fue diagnosticado positivo con COVID-19. Falleció por dicha enfermedad el 2 de enero de 2021 en Moscú.

## Filmografía
- 1958 - Se pasa la vida
- 1961 - Hombre anfibio
- 1965 - Hijos de Don Quijote
- 1971 - Liberación
- 1973 - Mucho ruido y pocas nueces
- 1976 - Rudin
- 1980 - I - Actriz
- 1988 - Talento criminal (Криминальный талант) como Sergey Kurikin
- 1990 - Páginas desconocidas de Life Scout
- 1992 - Un disparo en el sepulcro
- 2004 - Hijos del Arbat
- 2004 - Querida Masha Berezina
- 2006 - Última Confesión
- 2006 - Al lugar donde vive la felicidad
- 2008 - Secretos de las revoluciones palaciegas
- 2012 - Método Lavrova
- 2014 - El alquimista. Elixir Fausto
- 2015 - Orlova y Alexandrov